# Isla Puluqui
L'Isla Puluqui è un'isola dell'arcipelago di Calbuco del Cile meridionale, situata a sud di Puerto Montt nel Seno Reloncaví. Appartiene alla regione di Los Lagos e alla provincia di Llanquihue; è amministrata dal comune di Calbuco. L'isola ha una popolazione stimata di 3 680 abitanti.
Puluqui è la maggiore isola dell'arcipelago, ha una superficie di 70 km², misura 9 miglia di lunghezza per meno di 4 in larghezza. Si trova a sud-ovest di Guar e a sud-est dell'isola e della cittadina di Calbuco. Costituisce uno spartiacque tra il Seno de Reloncaví e il golfo di Ancud.